# Franz Ziereis
Franz Ziereis (13. august 1905 – 24. maj 1945) var leder af koncentrationslejren Mauthausen-Gusen fra 1939 til lejren blev befriet i 1945 af amerikanske tropper.